# International Champions Cup
L'International Champions Cup è stato un torneo calcistico amichevole organizzato dalla compagnia Relevent Sports tra il 2013 e il 2019.
Alla competizione prendevano parte le migliori squadre del continente europeo, ma in alcune edizioni hanno partecipato anche squadre americane. Dall'edizione 2015, oltre a quello statunitense, si è svolto anche un torneo in Asia e uno in Oceania; quest'ultimo è stato sostituito da un torneo in Europa nell'edizione del 2018.
Le chiusure e le restrizioni legate alla pandemia di COVID-19 hanno causato la cancellazione delle edizioni 2020 e 2021.

## Formato
Nelle prime due edizioni il torneo era composto da 2 gironi di 4 squadre, le prime classificate di ogni girone si sfidavano in una finale unica. Successivamente si è utilizzato un diverso format, ovvero ogni partecipante può sfidare 2 o 3 avversarie del girone della propria zona, alcuni club possono disputare 3 partite, altre invece un solo match. Vince la competizione chi riesce a totalizzare più punti durante il torneo, indipendentemente dagli incontri disputati. Dalla sesta edizione si è optato per un unico girone composto da 18 partecipanti dove ogni squadra deve affrontare 3 avversarie.
Alla vincitrice del singolo incontro vengono assegnati tre punti, alla squadra sconfitta invece zero punti. In caso di parità la sfida continua ai rigori; chi vince la serie dal dischetto si aggiudica due punti, chi perde uno.

## Storia
Nell'edizione inaugurale ad aggiudicarsi il trofeo è stato il Real Madrid, mentre l'edizione del 2014 ha visto prevalere il Manchester United.
Nel 2015 il torneo è stato giocato in tre paesi diversi, ognuno dei quali ha ospitato un girone valido per l'assegnazione del trofeo. La manifestazione statunitense è stata vinta dal Paris Saint-Germain, mentre quella australiana e quella cinese sono state vinte entrambe dal Real Madrid.
Nell'edizione 2016 il Paris Saint-Germain ha prevalso per la seconda volta consecutiva nel torneo statunitense, mentre quello australiano è stato vinto dalla Juventus. A causa dell'annullamento dell'incontro tra Manchester City e Manchester United il torneo cinese non è stato assegnato ad alcun partecipante.
Nel 2017 l'Inter ha vinto la competizione a Singapore e il Barcellona negli Stati Uniti, in Cina non è stato decretato un vincitore. L'edizione 2018 è stata vinta dal Tottenham. Nel 2019 la competizione è stata vinta dal Benfica.
L'edizione 2020 è stata cancellata a causa della pandemia di COVID-19.

## Edizioni

### 2013
Gruppo Ovest
| Squadra     | P | G | V | VCR | S | SCR | GF | GS | DR |
| ----------- | - | - | - | --- | - | --- | -- | -- | -- |
| Real Madrid | 4 | 2 | 2 | 0   | 0 | 0   | 5  | 2  | +3 |
| LA Galaxy   | 2 | 2 | 1 | 0   | 1 | 0   | 4  | 4  | 0  |
| Everton     | 2 | 2 | 0 | 1   | 1 | 0   | 2  | 3  | -1 |
| Juventus    | 1 | 2 | 0 | 0   | 1 | 1   | 2  | 4  | -2 |

| Arbitro: | Ricardo Salazar |

|                                                |                      |                                                       |
| Asamoah 80’                                    | Marcatori            | 61’ Mirallas                                          |
| Matri Asamoah Vučinić Vidal Pirlo Motta Peluso | Tiri di rigore 5 – 6 | Osman Barkley Mirallas Jagielka Oviedo Stones Coleman |

| Arbitro: | Juan Guzman |

|                               |           |                |
| Di María 15’ Benzema 51’, 74’ | Marcatori | 63’ Villarreal |

| Arbitro: | Matthew Foerster |

|             |           |                      |
| Jelavić 61’ | Marcatori | 17’ Ronaldo 31’ Özil |

| Arbitro: | Baldomero Toledo |

|           |           |                                    |
| Matri 39’ | Marcatori | 36’ Gonzalez 60’ Donovan 89’ Keane |

Gruppo Est
| Squadra  | P | G | V | VCR | S | SCR | GF | GS | DR |
| -------- | - | - | - | --- | - | --- | -- | -- | -- |
| Chelsea  | 4 | 2 | 2 | 0   | 0 | 0   | 4  | 0  | +4 |
| Milan    | 2 | 2 | 1 | 0   | 1 | 0   | 2  | 3  | -1 |
| Valencia | 2 | 2 | 1 | 0   | 1 | 0   | 5  | 2  | +3 |
| Inter    | 0 | 2 | 0 | 0   | 2 | 0   | 0  | 6  | -6 |

| Arbitro: | Carbonell Hernández |

|                         |           |            |
| Robinho 22’ de Jong 38’ | Marcatori | 53’ Parejo |

| Arbitro: | Ismail Elfath |

|                             |           |  |
| Oscar 13’ Hazard 29’ (rig.) | Marcatori |  |

| Arbitro: | Mark Kadlecik |

|                                    |           |  |
| Banega 7’ Viera 34’, 90’ Jonas 56’ | Marcatori |  |

| Arbitro: | José Carlos Rivero |

|  |           |                              |
|  | Marcatori | 29’ De Bruyne 90+2’ Schürrle |

Finale
| Arbitro: | Edvin Jurisevic |

|                                        |           |             |
| Marcelo 14’ Cristiano Ronaldo 31’, 57’ | Marcatori | 17’ Ramires |

### 2014
Gruppo Ovest
| Squadra        | P | G | V | VCR | S | SCR | GF | GS | DR |
| -------------- | - | - | - | --- | - | --- | -- | -- | -- |
| Manchester Utd | 8 | 3 | 2 | 1   | 0 | 0   | 6  | 3  | +3 |
| Inter          | 6 | 3 | 1 | 1   | 0 | 1   | 3  | 1  | +2 |
| Roma           | 3 | 3 | 1 | 0   | 2 | 0   | 3  | 5  | -2 |
| Real Madrid    | 1 | 3 | 0 | 0   | 2 | 1   | 2  | 5  | -3 |

| Arbitro: | Allen Chapman |

|                                   |           |                             |
| Rooney 36’, 45+1’ (rig.) Mata 39’ | Marcatori | 75’ Pjanić 89’ (rig.) Totti |

| Arbitro: | Ricardo Salazar |

|                                         |                      |                                         |
| Bale 10’                                | Marcatori            | 68’ (rig.) Icardi                       |
| Isco Lucas Nacho Illarramendi Mascarell | Tiri di rigore 2 – 3 | Vidić Nagatomo M'Vila Juan Jesus Icardi |

| Arbitro: | Edvin Jurisevic |

|                                           |                      |                                |
| Young Hernández Cleverley Kagawa Fletcher | Tiri di rigore 5 – 3 | Guarín M'Vila Taïder Andreolli |

| Arbitro: | Drew Fischer |

|  |           |           |
|  | Marcatori | 58’ Totti |

| Filadelfia 2 agosto 2014, ore 13:00 UTC-4                | Inter     | 2 – 0 referto | Roma | Lincoln Financial Field (12 169 spett.) |
| \| \| \| \| \| Vidić 45’ Nagatomo 69’ \| Marcatori \| \| |           |               |      |                                         |
|                                                          |           |               |      |                                         |
| Vidić 45’ Nagatomo 69’                                   | Marcatori |               |      |                                         |

| Arbitro: | Hilario Grajeda |

|                              |           |                 |
| Young 20’, 37’ Hernández 80’ | Marcatori | 27’ (rig.) Bale |

Gruppo Est
| Squadra         | P | G | V | VCR | S | SCR | GF | GS | DR |
| --------------- | - | - | - | --- | - | --- | -- | -- | -- |
| Liverpool       | 8 | 3 | 2 | 1   | 0 | 0   | 5  | 2  | +3 |
| Manchester City | 5 | 3 | 1 | 0   | 0 | 2   | 9  | 5  | +4 |
| Olympiacos      | 5 | 3 | 1 | 1   | 1 | 0   | 5  | 3  | +2 |
| Milan           | 0 | 3 | 0 | 0   | 3 | 0   | 1  | 10 | -9 |

| Arbitro: | Silviu Petrescu |

|                                                |           |  |
| Domínguez 16’ Diamantakos 49’ Mpouchalakīs 77’ | Marcatori |  |

| Arbitro: | Armando Villareal |

|             |           |                                                       |
| Muntari 42’ | Marcatori | 12’, 58’ Jovetić 14’ Sinclair 23’ Navas 26’ Iheanacho |

| Arbitro: | José Carlos Rivero |

|             |           |  |
| Sterling 5’ | Marcatori |  |

| Arbitro: | Silviu Petrescu |

|                                    |                      |                               |
| Jovetić 53’, 67’                   | Marcatori            | 59’ Henderson 85’ Sterling    |
| Kolarov Yaya Touré Navas Iheanacho | Tiri di rigore 1 – 3 | Sturridge Can Henderson Lucas |

| Minneapolis 2 agosto 2014, ore 14:00 UTC-5 | Olympiacos           | 2 – 2 referto                                            | Manchester City | TCF Bank Stadium (34 047 spett.) |
| \| \| \| \| \| Diamantakos 37’, 66’ \| Marcatori \| 35’ Jovetić 89’ (rig.) Kolarov \| \| Lykogiannis Dossevi Kolovos Ġazaryan Papadopoulos Mpouchalakīs Papazoglou \| Tiri di rigore 5 – 4 \| Silva Kolarov Milner Sinclair Zuculini Guidetti Richards \| |                      |                                                          |                 |                                  |
| |                      |                                                          |                 |                                  |
| Diamantakos 37’, 66’ | Marcatori            | 35’ Jovetić 89’ (rig.) Kolarov                           |                 |                                  |
| Lykogiannis Dossevi Kolovos Ġazaryan Papadopoulos Mpouchalakīs Papazoglou | Tiri di rigore 5 – 4 | Silva Kolarov Milner Sinclair Zuculini Guidetti Richards |                 |                                  |

| Charlotte 2 agosto 2014, ore 18:30 UTC-4             | Milan     | 0 – 2 referto      | Liverpool | Bank of America Stadium (69 364 spett.) |
| \| \| \| \| \| \| Marcatori \| 17’ Allen 89’ Suso \| |           |                    |           |                                         |
|                                                      |           |                    |           |                                         |
|                                                      | Marcatori | 17’ Allen 89’ Suso |           |                                         |

Finale
| Miami 4 agosto 2014, ore 20:00 UTC-4                                               | Manchester Utd | 3 – 1 referto    | Liverpool | Sun Life Stadium (51 014 spett.) |
| \| \| \| \| \| Rooney 55’ Mata 57’ Lingard 88’ \| Marcatori \| 14’ (rig.) Allen \| |                |                  |           |                                  |
|                                                                                    |                |                  |           |                                  |
| Rooney 55’ Mata 57’ Lingard 88’                                                    | Marcatori      | 14’ (rig.) Allen |           |                                  |

### 2015
Australia
| Squadra         | P | G | V | VCR | S | SCR | GF | GS | DR |
| --------------- | - | - | - | --- | - | --- | -- | -- | -- |
| Real Madrid     | 4 | 2 | 1 | 0   | 0 | 1   | 4  | 1  | +3 |
| Roma            | 3 | 2 | 0 | 1   | 0 | 1   | 2  | 2  | 0  |
| Manchester City | 2 | 2 | 0 | 1   | 1 | 0   | 3  | 6  | -3 |

| Arbitro: | Mark Clattenburg |

|                                                     |                      |                                                    |
| Danilo Kroos Lucas Silva Isco Benzema Nacho Vázquez | Tiri di rigore 6 – 7 | Pjanić Ljajić Destro Florenzi Iturbe Paredes Keita |

| Arbitro: | Jarred Gillet |

|                                                    |                      |                                                     |
| Pjanić 8’ Ljajić 86’                               | Marcatori            | 3’ Sterling 51’ Iheanacho                           |
| Nainggolan Ljajić Destro Iago Falque Doumbia Keita | Tiri di rigore 4 – 5 | Yaya Touré Kolarov Jesús Navas Lopes Hart Horsfield |

| Arbitro: | Hiroyuki Kimura |

|                         |           |                                                |
| Yaya Touré 45+4’ (rig.) | Marcatori | 21’ Benzema 25’ Ronaldo 44’ Pepe 73’ Cheryshev |

Cina
| Squadra     | P | G | V | VCR | S | SCR | GF | GS | DR |
| ----------- | - | - | - | --- | - | --- | -- | -- | -- |
| Real Madrid | 5 | 2 | 1 | 1   | 0 | 0   | 3  | 0  | +3 |
| Milan       | 4 | 2 | 1 | 0   | 0 | 1   | 1  | 0  | +1 |
| Inter       | 0 | 2 | 0 | 0   | 2 | 0   | 0  | 4  | -4 |

| Arbitro: | Tan Hai |

|           |           |  |
| Mexès 62’ | Marcatori |  |

| Arbitro: | Fu Ming |

|  |           |                                      |
|  | Marcatori | 29’ Jesé 56’ Varane 88’ J. Rodríguez |

| Arbitro: | Di Wang |

|                                                                                                |                       |                                                                                           |
| J. Rodríguez Marcelo Casemiro Sergio Ramos Kroos Carvajal Nacho Cheryshev Isco Jesé K. Casilla | Tiri di rigore 10 – 9 | de Jong Matri Bacca Honda Luiz Adriano Montolivo Zapata Mauri Calabria Paletta Donnarumma |

Stati Uniti
I risultati delle gare della Major League Soccer 2015 che hanno coinvolto le squadre americane partecipanti al torneo sono stati utilizzati come parte del punteggio.
| Squadra             | P  | G | V | VCR | Pa | S | SCR | GF | GS | DR |
| ------------------- | -- | - | - | --- | -- | - | --- | -- | -- | -- |
| Paris Saint-Germain | 10 | 4 | 3 | 0   | 0  | 0 | 1   | 10 | 5  | +5 |
| N.Y. Red Bulls      | 10 | 4 | 3 | 0   | 1  | 0 | 0   | 9  | 4  | +5 |
| Manchester Utd      | 9  | 4 | 3 | 0   | 0  | 1 | 0   | 7  | 4  | +3 |
| Fiorentina          | 8  | 4 | 2 | 1   | 0  | 1 | 0   | 5  | 5  | 0  |
| LA Galaxy           | 7  | 4 | 2 | 0   | 1  | 1 | 0   | 9  | 6  | +3 |
| América             | 4  | 4 | 1 | 0   | 0  | 2 | 1   | 3  | 4  | -1 |
| Barcellona          | 4  | 4 | 1 | 0   | 0  | 2 | 1   | 6  | 8  | -2 |
| Chelsea             | 4  | 4 | 0 | 2   | 0  | 2 | 0   | 5  | 8  | -3 |
| Benfica             | 3  | 4 | 0 | 1   | 0  | 2 | 1   | 3  | 5  | -2 |
| S.J. Earthquakes    | 0  | 4 | 0 | 0   | 0  | 4 | 0   | 4  | 12 | -8 |

| Arbitro: | Armando Villarreal |

|                        |           |             |
| Keane 45+1’ Gordon 79’ | Marcatori | 7’ Quintero |

| Arbitro: | Alejandro Mariscal |

|             |           |                        |
| Goodson 23’ | Marcatori | 76’ Andrade 83’ Rivera |

| Arbitro: | Edvin Jurisevic |

|  |           |                 |
|  | Marcatori | 5’ Schneiderlin |

| Arbitro: | Drew Fischer |

|                       |           |                                         |
| Talisca 34’ Jonas 42’ | Marcatori | 29’ Augustin 64’ (rig.) Lucas 79’ Digne |

| Arbitro: | José Carlos Rivero |

|                                               |           |                              |
| Matuidi 35’ Augustin 41’, 75’ Ibrahimović 69’ | Marcatori | 60’ Joaquín 79’ (rig.) Rossi |

| Arbitro: | Ismail Elfath |

|                              |           |             |
| Suárez 45’ Sergi Roberto 56’ | Marcatori | 90+1’ Meyer |

| Arbitro: | Juan Guzman |

|                                |           |            |
| Mata 32’ Depay 37’ Pereira 61’ | Marcatori | 42’ Alashe |

| Arbitro: | Robert Sibiga |

|                                          |           |                     |
| Castellanos 51’ Adams 70’ Davis 73’, 77’ | Marcatori | 26’ Rémy 75’ Hazard |

| Arbitro: | Sorin Stoica |

|                                                |                      |                                    |
| Almeida Pizzi Sílvio Oliveira Carcela-González | Tiri di rigore 4 – 5 | Pasqual Badelj Iličič Rebić Suárez |

| Arbitro: | Baldomero Toledo |

|             |           |                                     |
| Rafinha 90’ | Marcatori | 8’ Rooney 65’ Lingard 90+1’ Januzaj |

| Arbitro: | Ted Unkel |

|                                                                     |                      |                                                         |
| Ibrahimović 25’                                                     | Marcatori            | 65’ Moses                                               |
| Thiago Motta Rabiot Ongenda Bahebeck Cavani Marquinhos Thiago Silva | Tiri di rigore 5 – 6 | Falcao Azpilicueta Cuadrado Rémy Oscar Willian Courtois |

| Arbitro: | Alex Chilowicz |

|                                |           |          |
| Wright-Phillips 34’ Grella 56’ | Marcatori | 7’ Pizzi |

| Arbitro: | Allen Chapman |

|                           |                      |                                 |
| Hazard 10’ Cahill 86’     | Marcatori            | 52’ Suárez 66’ Ramírez          |
| Falcao Moses Ramires Rémy | Tiri di rigore 4 – 2 | Iniesta Halilović Piqué Ramírez |

| Arbitro: | Jorge Isaac Rojas Castillo |

|                                    |                      |                                           |
| Martínez Zúñiga Marín Colula Rosel | Tiri di rigore 3 – 4 | Cristante Gaitán Samarīs Santos Rodríguez |

| Arbitro: | Alan Kelly |

|  |           |                             |
|  | Marcatori | 25’ Matuidi 34’ Ibrahimović |

| Arbitro: | Massimiliano Irrati |

|                      |           |            |
| Bernardeschi 4’, 12’ | Marcatori | 17’ Suárez |

| Arbitro: | David Coote |

|  |           |               |
|  | Marcatori | 57’ Rodríguez |

### 2016
Australia
| Squadra           | P | G | V | VCR | S | SCR | GF | GS | DR |
| ----------------- | - | - | - | --- | - | --- | -- | -- | -- |
| Juventus          | 4 | 2 | 1 | 0   | 0 | 1   | 3  | 2  | +1 |
| Atlético Madrid   | 4 | 2 | 1 | 0   | 0 | 1   | 1  | 0  | +1 |
| Melbourne Victory | 4 | 2 | 0 | 2   | 0 | 0   | 1  | 1  | 0  |
| Tottenham         | 0 | 2 | 0 | 0   | 2 | 0   | 1  | 3  | -2 |

| Arbitro: | Hiroyuki Kimura |

|                                      |                      |                                      |
| Ingham 83’                           | Marcatori            | 58’ Blanco                           |
| Valeri Ingham Baró Galloway Pasquali | Tiri di rigore 4 – 3 | Marrone Vitale Macek Rosseti Padovan |

| Arbitro: | Benjamin Williams |

|                       |           |            |
| Dybala 6’ Benatia 14’ | Marcatori | 67’ Lamela |

| Arbitro: | Jarred Gillet |

|  |           |           |
|  | Marcatori | 40’ Godín |

Stati Uniti
| Squadra             | P | G | V | VCR | S | SCR | GF | GS | DR |
| ------------------- | - | - | - | --- | - | --- | -- | -- | -- |
| Paris Saint-Germain | 9 | 3 | 3 | 0   | 0 | 0   | 10 | 2  | +8 |
| Liverpool           | 6 | 3 | 2 | 0   | 1 | 0   | 6  | 1  | +5 |
| Chelsea             | 6 | 3 | 2 | 0   | 1 | 0   | 6  | 4  | +2 |
| Barcellona          | 6 | 3 | 2 | 0   | 1 | 0   | 7  | 7  | 0  |
| Real Madrid         | 6 | 3 | 2 | 0   | 1 | 0   | 5  | 5  | 0  |
| Bayern Monaco       | 4 | 3 | 1 | 0   | 1 | 1   | 7  | 5  | +2 |
| Inter               | 3 | 3 | 1 | 0   | 2 | 0   | 4  | 7  | -3 |
| Milan               | 2 | 3 | 0 | 1   | 2 | 0   | 4  | 8  | -4 |
| Leicester City      | 2 | 3 | 0 | 1   | 2 | 0   | 3  | 9  | -6 |
| Celtic              | 1 | 3 | 0 | 0   | 2 | 1   | 2  | 6  | -4 |

| Arbitro: | John Beaton |

|                                                  |                      |                                                      |
| O'Connell 59’                                    | Marcatori            | 46’ Mahrez                                           |
| Çiftçi Johansen Allan O'Connell Christie Forrest | Tiri di rigore 5 – 6 | Fuchs Wasilewski Drinkwater Chilwell Okazaki Amartey |

| Arbitro: | Jair Marrufo |

|                      |           |                             |
| Jovetić 45+3’ (rig.) | Marcatori | 14’, 87’ Aurier 61’ Kurzawa |

| Arbitro: | Hilario Grajeda |

|                    |           |                           |
| Marcelo 44’ (rig.) | Marcatori | 2’ Ikoné 35’, 40’ Meunier |

| Arbitro: | Mark Geiger |

|                                  |                      |                                         |
| Ribéry 29’, 90’ (rig.) Alaba 38’ | Marcatori            | 23’ Niang 49’ Bertolacci 61’ Kucka      |
| Lahm Alaba Bernat Rafinha        | Tiri di rigore 3 – 5 | Honda Matri Kucka Romagnoli Bonaventura |

| Arbitro: | Baldomero Toledo |

|            |           |  |
| Cahill 10’ | Marcatori |  |

| Arbitro: | Neil Doyle |

|                                             |           |               |
| Turan 11’ Ambrose 31’ (aut.) El Haddadi 41’ | Marcatori | 29’ Griffiths |

| Arbitro: | Younes Marrakch |

|                           |           |                   |
| Marcelo 19’, 26’ Díaz 37’ | Marcatori | 80’, 90+1’ Hazard |

| Arbitro: | Mark Kadlecik |

|            |           |                               |
| Icardi 90’ | Marcatori | 7’, 30’, 35’ Green 13’ Ribéry |

| Arbitro: | Kevin Stott |

|                       |           |  |
| Origi 59’ Firmino 73’ | Marcatori |  |

| Arbitro: | Ismail Elfath |

|                                                   |           |  |
| Cavani 26’ (rig.) Ikoné 45’ Lucas 64’ Édouard 90’ | Marcatori |  |

| Arbitro: | Martin Strömbergsson |

|                                           |           |               |
| El Haddadi 26’, 45’ Suárez 34’ Mújica 84’ | Marcatori | 47’, 66’ Musa |

| Arbitro: | Jaime Herrera Garduño |

|  |           |            |
|  | Marcatori | 79’ Danilo |

| Arbitro: | Edvin Jurisevic |

|                 |           |                                  |
| Bonaventura 38’ | Marcatori | 24’ Traoré 70’ (rig.), 87’ Oscar |

| Arbitro: | Martin Atkinson |

|                                                       |           |  |
| Mané 15’ Mascherano 47’ (aut.) Origi 48’ Grujić 90+3’ | Marcatori |  |

| Arbitro: | Paul McLaughlin |

|                         |           |  |
| Éder 45+1’ Candreva 71’ | Marcatori |  |

### 2017
Singapore
| Squadra       | P | G | V | VCR | S | SCR | GF | GS | DR |
| ------------- | - | - | - | --- | - | --- | -- | -- | -- |
| Inter         | 6 | 2 | 2 | 0   | 0 | 0   | 4  | 1  | +3 |
| Bayern Monaco | 3 | 2 | 1 | 0   | 1 | 0   | 3  | 4  | -1 |
| Chelsea       | 0 | 2 | 0 | 0   | 2 | 0   | 3  | 5  | -2 |

| Arbitro: | Muhammad Taqi Al-Jaafari |

|                            |           |                            |
| Alonso 45+3’ Batshuayi 85’ | Marcatori | 6’ Rafinha 12’, 27’ Müller |

| Arbitro: | Jansen Foo |

|  |           |              |
|  | Marcatori | 8’, 30’ Éder |

| Arbitro: | Sukhbir Singh |

|                      |           |                           |
| Kondogbia 74’ (aut.) | Marcatori | 45+3’ Jovetić 53’ Perišić |

Stati Uniti
| Squadra             | P | G | V | VCR | S | SCR | GF | GS | DR |
| ------------------- | - | - | - | --- | - | --- | -- | -- | -- |
| Barcellona          | 9 | 3 | 3 | 0   | 0 | 0   | 6  | 3  | +3 |
| Manchester City     | 6 | 3 | 2 | 0   | 1 | 0   | 7  | 3  | +4 |
| Roma                | 5 | 3 | 1 | 0   | 0 | 2   | 5  | 4  | +1 |
| Manchester Utd      | 5 | 3 | 1 | 1   | 1 | 0   | 3  | 2  | +1 |
| Juventus            | 5 | 3 | 1 | 1   | 1 | 0   | 5  | 5  | 0  |
| Tottenham           | 3 | 3 | 1 | 0   | 2 | 0   | 6  | 8  | -2 |
| Paris Saint-Germain | 2 | 3 | 0 | 1   | 2 | 0   | 5  | 8  | -3 |
| Real Madrid         | 1 | 3 | 0 | 0   | 2 | 1   | 4  | 8  | -4 |

| Arbitro: | Chris Penso |

|                                  |                      |                                           |
| Sadiq 60’                        | Marcatori            | 36’ Marquinhos                            |
| Peres Nainggolan Gerson De Rossi | Tiri di rigore 3 – 5 | Lucas Nkunku Callegari Édouard Marquinhos |

| Arbitro: | Ismail Elfath |

|                         |           |  |
| Lukaku 37’ Rashford 39’ | Marcatori |  |

| Arbitro: | Edvin Jurisevic |

|               |           |                 |
| Chiellini 63’ | Marcatori | 15’, 26’ Neymar |

| Arbitro: | Ted Unkel |

|                       |           |                                                       |
| Cavani 6’ Pastore 36’ | Marcatori | 11’ Eriksen 18’ Dier 82’ Alderweireld 88’ (rig.) Kane |

| Arbitro: | Kevin Stott |

|                                          |                      |                                             |
| Casemiro 69’ (rig.)                      | Marcatori            | 45+1’ Lingard                               |
| Kovačić Óscar Quezada Hernández Casemiro | Tiri di rigore 1 – 2 | Martial McTominay Mkhitaryan Lindelöf Blind |

| Arbitro: | Hilario Grajeda |

|                         |           |                                               |
| Winks 87’ Janssen 90+1’ | Marcatori | 13’ (rig.) Perotti 70’ Ünder 90+2’ Tumminello |

| Arbitro: | Armando Villarreal |

|            |           |  |
| Neymar 31’ | Marcatori |  |

| Arbitro: | Ted Unkel |

|                        |           |                                       |
| Guedes 53’ Pastore 80’ | Marcatori | 45’ Higuaín 62’, 89’ (rig.) Marchisio |

| Arbitro: | Baldomero Toledo |

|                                               |           |           |
| Otamendi 52’ Sterling 59’ Stones 67’ Díaz 81’ | Marcatori | 90’ Óscar |

| Arbitro: | Fotis Bazakos |

|                                    |           |  |
| Stones 10’ Sterling 72’ Díaz 90+1’ | Marcatori |  |

| Arbitro: | Jair Marrufo |

|                         |           |                               |
| Kovačić 14’ Asensio 36’ | Marcatori | 3’ Messi 7’ Rakitić 50’ Piqué |

| Arbitro: | Jorge Gonzalez |

|                                          |                      |                                                  |
| Džeko 74’                                | Marcatori            | 29’ Mandžukić                                    |
| Tumminello Pellegrini Iturbe Peres Ünder | Tiri di rigore 4 – 5 | Lichtsteiner Barzagli Bernardeschi Khedira Costa |

### 2018
| Squadra             | P | G | V | VCR | S | SCR | GF | GS | DR |
| ------------------- | - | - | - | --- | - | --- | -- | -- | -- |
| Tottenham           | 7 | 3 | 2 | 0   | 0 | 1   | 7  | 3  | +4 |
| Borussia Dortmund   | 7 | 3 | 2 | 0   | 0 | 1   | 6  | 3  | +3 |
| Inter               | 7 | 3 | 2 | 0   | 0 | 1   | 3  | 1  | +2 |
| Arsenal             | 6 | 3 | 1 | 1   | 0 | 1   | 7  | 3  | +4 |
| Liverpool           | 6 | 3 | 2 | 0   | 1 | 0   | 7  | 5  | +2 |
| Real Madrid         | 6 | 3 | 2 | 0   | 1 | 0   | 6  | 4  | +2 |
| Juventus            | 5 | 3 | 1 | 1   | 1 | 0   | 4  | 4  | 0  |
| Chelsea             | 5 | 3 | 0 | 2   | 0 | 1   | 2  | 2  | 0  |
| Manchester Utd      | 5 | 3 | 1 | 1   | 1 | 0   | 4  | 6  | -2 |
| Olympique Lione     | 4 | 3 | 1 | 0   | 1 | 1   | 3  | 3  | 0  |
| Milan               | 4 | 3 | 1 | 0   | 1 | 1   | 2  | 2  | 0  |
| Bayern Monaco       | 3 | 3 | 1 | 0   | 2 | 0   | 5  | 6  | -1 |
| Benfica             | 3 | 3 | 0 | 1   | 1 | 1   | 5  | 6  | -1 |
| Manchester City     | 3 | 3 | 1 | 0   | 2 | 0   | 4  | 5  | -1 |
| Roma                | 3 | 3 | 1 | 0   | 2 | 0   | 6  | 8  | -2 |
| Paris Saint-Germain | 3 | 3 | 1 | 0   | 2 | 0   | 5  | 10 | -5 |
| Atlético Madrid     | 2 | 3 | 0 | 1   | 2 | 0   | 3  | 5  | -2 |
| Barcellona          | 2 | 3 | 0 | 1   | 2 | 0   | 4  | 7  | -3 |

| Arbitro: | Armando Villarreal |

|  |           |                  |
|  | Marcatori | 28’ (rig.) Götze |

| Arbitro: | Alexander Harkam |

|                                      |           |          |
| Martínez 60’ Sanches 68’ Zirkzee 78’ | Marcatori | 31’ Weah |

| Arbitro: | Allen Chapman |

|              |           |                                      |
| van Dijk 25’ | Marcatori | 66’ (rig.), 89’ Pulisic 90+3’ Larsen |

| Arbitro: | Chris Penso |

|                  |           |  |
| Favilli 32’, 40’ | Marcatori |  |

| Arbitro: | Nima Saghafi |

|                               |                      |                                    |
| Philipp 20’, 22’              | Marcatori            | 51’ Almeida 69’ Semedo             |
| Wolf Gómez Burnić Sancho Isak | Tiri di rigore 3 – 4 | Lema Jonas Ferreyra Samarīs Salvio |

| Arbitro: | Sorin Stoica |

|          |           |                             |
| Sané 57’ | Marcatori | 63’ Salah 90+4’ (rig.) Mané |

| Arbitro: | Alejandro Mariscal |

|           |           |                                 |
| Schick 3’ | Marcatori | 9’, 18’ Llorente 28’, 44’ Lucas |

| Arbitro: | Baldomero Toledo |

| |                      | |
| Suso 15’                                                                                                   | Marcatori            | 12’ Sánchez |
| Çalhanoğlu Borini Kessié Suso Reina Romagnoli Calabria Kalinić Musacchio Mauri Antonelli Çalhanoğlu Kessié | Tiri di rigore 8 – 9 | A. Pereira Herrera Sánchez McTominay J. Pereira Bailly Smalling Tuanzebe Fosu-Mensah Hamilton Darmian A. Pereira Herrera |

| Arbitro: | Ahmad A'Qashah |

|                                  |                      |                                           |
| Vietto 41’                       | Marcatori            | 47’ Smith-Rowe                            |
| Correa Rodri Garcés Mollejo Adán | Tiri di rigore 3 – 1 | Mkhitaryan Willock Maitland-Niles Nketiah |

| Arbitro: | Nathan Chan |

|                                                       |           |                   |
| Özil 13’ Lacazette 67’, 71’ Holding 87’ Nketiah 90+4’ | Marcatori | 60’ (rig.) Nkunku |

| Arbitro: | José Carlos Rivero |

|                                |                      |                                       |
| Grimaldo 65’                   | Marcatori            | 84’ Clemenza                          |
| Parks Jonas Samarīs João Félix | Tiri di rigore 2 – 4 | Fagioli Emre Can Beltrame Alex Sandro |

| Arbitro: | Nicolas Rainville |

|                                               |                      |                                                 |
| Pedro 8’                                      | Marcatori            | 49’ Gagliardini                                 |
| Jorginho Drinkwater Moses Abraham Azpilicueta | Tiri di rigore 5 – 4 | Ranocchia Gagliardini Martínez Škriniar Karamoh |

| Arbitro: | Ismail Elfath |

|                |           |                                                          |
| A. Pereira 31’ | Marcatori | 28’ (rig.) Mané 66’ Sturridge 74’ (rig.) Ojo 82’ Shaqiri |

| Arbitro: | Ted Unkel |

|                        |           |                                |
| Shabani 15’ Robben 24’ | Marcatori | 45+1’, 70’ B. Silva 51’ Nmecha |

| Arbitro: | Kevin Stott |

|                                  |                      |                             |
| El Haddadi 15’ Arthur 29’        | Marcatori            | 73’ Son 75’ N'Koudou        |
| Palencia Ruiz Monchu Puig Malcom | Tiri di rigore 5 – 3 | Son Davies Georgiou Sánchez |

| Arbitro: | Muhammad Jahari |

|                                       |           |                                |
| Nkunku 32’ Diaby 71’ Postolachi 90+2’ | Marcatori | 75’ Mollejo 86’ (aut.) Bernede |

| Arbitro: | Allen Chapman |

|                         |           |               |
| Sánchez 18’ Herrera 27’ | Marcatori | 45+3’ Benzema |

| Arbitro: | Ismail Elfath |

|              |           |  |
| N'Koudou 47’ | Marcatori |  |

| Arbitro: | José Carlos Rivero |

|                       |           |                                                               |
| Rafinha 5’ Malcom 49’ | Marcatori | 34’ El Shaarawy 78’ Florenzi 83’ Cristante 86’ (rig.) Perotti |

| Arbitro: | Paul McLaughlin |

|                                                      |                      |                                                      |
| Lacazette 90+3’                                      | Marcatori            | 5’ Rüdiger                                           |
| Lacazette Nelson Guendouzi Maitland-Niles Özil Iwobi | Tiri di rigore 6 – 5 | Drinkwater Abraham Moses Emerson Piazón Loftus-Cheek |

| Arbitro: | Hélder Malheiro |

|                              |           |                                    |
| Pizzi 59’ Marcelo 64’ (aut.) | Marcatori | 40’ Marcelo 45’ Traoré 83’ Terrier |

| Arbitro: | Marco Di Bello |

|              |           |  |
| Martínez 52’ | Marcatori |  |

| Arbitro: | Robert Sibiga |

|                           |           |                     |
| Bale 39’ Asensio 47’, 56’ | Marcatori | 12’ (aut.) Carvajal |

| Arbitro: | Baldomero Toledo |

|                   |           |  |
| André Silva 90+3’ | Marcatori |  |

| Arbitro: | Paul Tierney |

|                                            |                      |                                |
| Jorginho Barkley Alonso Azpilicueta Hazard | Tiri di rigore 5 – 4 | Ferri Marcelo Gouiri Tete Diop |

| Arbitro: | Mark Geiger |

|                     |           |               |
| Asensio 2’ Bale 15’ | Marcatori | 83’ Strootman |

| Arbitro: | Alejandro Hernández |

|  |           |              |
|  | Marcatori | 31’ Martínez |

### 2019
| Squadra         | P | G | V | VCR | S | SCR | GF | GS | DR |
| --------------- | - | - | - | --- | - | --- | -- | -- | -- |
| Benfica         | 9 | 3 | 3 | 0   | 0 | 0   | 6  | 1  | +5 |
| Atlético Madrid | 8 | 3 | 2 | 1   | 0 | 0   | 9  | 4  | +5 |
| Manchester Utd  | 8 | 3 | 2 | 1   | 0 | 0   | 5  | 3  | +2 |
| Arsenal         | 7 | 3 | 2 | 0   | 0 | 1   | 7  | 3  | +4 |
| Bayern Monaco   | 6 | 3 | 2 | 0   | 1 | 0   | 5  | 3  | +2 |
| Tottenham       | 4 | 3 | 1 | 0   | 1 | 1   | 5  | 5  | 0  |
| Inter           | 3 | 3 | 0 | 1   | 1 | 1   | 2  | 3  | -1 |
| Fiorentina      | 3 | 3 | 1 | 0   | 2 | 0   | 3  | 6  | -3 |
| Juventus        | 2 | 3 | 0 | 1   | 2 | 0   | 4  | 6  | -2 |
| Real Madrid     | 2 | 3 | 0 | 1   | 2 | 0   | 6  | 12 | -6 |
| Milan           | 1 | 3 | 0 | 0   | 2 | 1   | 2  | 4  | -2 |
| Guadalajara     | 1 | 3 | 0 | 0   | 2 | 1   | 1  | 5  | -4 |

| Arbitro: | Rubiel Vazquez |

|                        |           |           |
| Simeone 27’ Sottil 52’ | Marcatori | 25’ López |

| Arbitro: | Kevin Stott |

|                                  |           |                 |
| Poznanski 49’ (aut.) Nketiah 88’ | Marcatori | 71’ Lewandowski |

| Arbitro: | Letchman Gopala Krishnan |

|               |           |  |
| Greenwood 76’ | Marcatori |  |

| Arbitro: | Joe Dickerson |

|                                          |           |  |
| de Tomás 4’ Rafa Silva 70’ Seferović 73’ | Marcatori |  |

| Arbitro: | Marcos de Oliveira |

|                              |           |  |
| Nketiah 15’, 65’ Willock 89’ | Marcatori |  |

| Arbitro: | Ramy Touchan |

|                                        |           |             |
| Tolisso 15’ Lewandowski 67’ Gnabry 69’ | Marcatori | 84’ Rodrygo |

| Arbitro: | Ahmad A'Qashah |

|                         |           |                                       |
| Higuaín 56’ Ronaldo 60’ | Marcatori | 30’ Lamela 65’ Lucas Moura 90+3’ Kane |

| Arbitro: | Timothy Ford |

|                           |                      |                                     |
| Bale 56’ Asensio 59’      | Marcatori            | 10’ (rig.) Lacazette 24’ Aubameyang |
| Bale Isco Varane Vinícius | Tiri di rigore 3 – 2 | Nelson Xhaka Saka Monreal Burton    |

| Arbitro: | Allen Chapman |

|                |           |  |
| Goretzka 45+3’ | Marcatori |  |

| Arbitro: | Baldomero Toledo |

|                                                 |                      |                                              |
| Ponce Briseño González Huerta Beltrán Cervantes | Tiri di rigore 4 – 5 | Correa Herrera Šaponjić Felipe Moya Sanabria |

| Arbitro: | Zhang Lei |

|                                                 |                      |                                                        |
| Ronaldo 68’                                     | Marcatori            | 10’ (aut.) de Ligt                                     |
| Cancelo Ronaldo Can Rabiot Bernardeschi Demiral | Tiri di rigore 4 – 3 | Ranocchia Pușcaș Longo João Mário Barella Borja Valero |

| Arbitro: | Robert Sibiga |

|              |           |                         |
| Vlahović 29’ | Marcatori | 9’ Seferović 90+3’ Caio |

| Arbitro: | Ai Kun |

|                 |           |                       |
| Lucas Moura 65’ | Marcatori | 21’ Martial 80’ Gomes |

| Arbitro: | Ted Unkel |

|                                            |           |                                                                          |
| Nacho 59’ Benzema 85’ (rig.) Hernández 89’ | Marcatori | 1’, 28’, 45’ (rig.), 51’ Diego Costa 8’ João Félix 19’ Correa 70’ Vitolo |

| Arbitro: | Sorin Stoica |

|  |           |             |
|  | Marcatori | 70’ Taarabt |

| Arbitro: | Iwan Griffith |

|                                     |                      |                                                   |
| Rashford 14’ Lingard 72’            | Marcatori            | 26’ Suso 60’ (aut.) Lindelöf                      |
| Lingard Young Greenwood Gomes James | Tiri di rigore 5 – 4 | Çalhanoğlu Bonaventura André Silva Krunić Maldini |

| Arbitro: | Andre Marriner |

|                                         |                      |                                              |
| Lucas Moura 3’                          | Marcatori            | 36’ Sensi                                    |
| Eriksen Son N'Koudou Alderweireld Skipp | Tiri di rigore 3 – 4 | Pușcaș Ranocchia Dimarco Politano João Mário |

| Arbitro: | Andreas Ekberg |

|                          |           |             |
| Lemar 24’ João Félix 33’ | Marcatori | 29’ Khedira |

## Albo d'oro
| Edizione | Anno | Luogo                             | Vincitore           |
| -------- | ---- | --------------------------------- | ------------------- |
| I        | 2013 | Stati Uniti                       | Real Madrid         |
| II       | 2014 | Stati Uniti                       | Manchester Utd      |
| III      | 2015 | Australia                         | Real Madrid         |
| III      | 2015 | Cina                              | Real Madrid         |
| III      | 2015 | Stati Uniti                       | Paris Saint-Germain |
| IV       | 2016 | Australia                         | Juventus            |
| IV       | 2016 | Stati Uniti                       | Paris Saint-Germain |
| V        | 2017 | Singapore                         | Inter               |
| V        | 2017 | Stati Uniti                       | Barcellona          |
| VI       | 2018 | Europa Singapore Stati Uniti      | Tottenham           |
| VII      | 2019 | Cina Europa Singapore Stati Uniti | Benfica             |

### Vittorie per squadra
| Squadra             | Vittorie | Anno       |
| ------------------- | -------- | ---------- |
| Real Madrid         | 3        | 2013, 2015 |
| Paris Saint-Germain | 2        | 2015, 2016 |
| Manchester Utd      | 1        | 2014       |
| Juventus            | 1        | 2016       |
| Barcellona          | 1        | 2017       |
| Inter               | 1        | 2017       |
| Tottenham           | 1        | 2018       |
| Benfica             | 1        | 2019       |

### Vittorie per nazione
| Nazione     | Vittorie | Club vincitori                    |
| ----------- | -------- | --------------------------------- |
| Spagna      | 4        | Real Madrid (3), Barcellona (1)   |
| Francia     | 2        | Paris Saint-Germain (2)           |
| Italia      | 2        | Inter (1), Juventus (1)           |
| Inghilterra | 2        | Manchester Utd (1), Tottenham (1) |
| Portogallo  | 1        | Benfica (1)                       |

### Partecipazioni
| Squadra             | Part. | Anni                                     |
| ------------------- | ----- | ---------------------------------------- |
| Inter               | 7     | 2013, 2014, 2015, 2016, 2017, 2018, 2019 |
| Real Madrid         | 7     | 2013, 2014, 2015, 2016, 2017, 2018, 2019 |
| Milan               | 7     | 2013, 2014, 2015, 2016, 2017, 2018, 2019 |
| Manchester Utd      | 6     | 2014, 2015, 2016, 2017, 2018, 2019       |
| Bayern Monaco       | 5     | 2016, 2017, 2018, 2019                   |
| Chelsea             | 5     | 2013, 2015, 2016, 2017, 2018             |
| Juventus            | 5     | 2013, 2016, 2017, 2018, 2019             |
| Manchester City     | 5     | 2014, 2015, 2016, 2017, 2018             |
| Barcellona          | 4     | 2015, 2016, 2017, 2018                   |
| Paris Saint-Germain | 4     | 2015, 2016, 2017, 2018                   |
| Roma                | 4     | 2014, 2015, 2017, 2018                   |
| Tottenham           | 4     | 2016, 2017, 2018, 2019                   |
| Liverpool           | 3     | 2014, 2016, 2018                         |
| Borussia Dortmund   | 3     | 2016, 2017, 2018                         |
| Benfica             | 3     | 2015, 2018, 2019                         |
| Atlético Madrid     | 3     | 2016, 2018, 2019                         |
| Arsenal             | 3     | 2017, 2018, 2019                         |
| LA Galaxy           | 2     | 2013, 2015                               |
| Olympique Lione     | 2     | 2017, 2018                               |
| Fiorentina          | 2     | 2015, 2019                               |
| Everton             | 1     | 2013                                     |
| Valencia            | 1     | 2013                                     |
| Olympiacos          | 1     | 2014                                     |
| América             | 1     | 2015                                     |
| N.Y. Red Bulls      | 1     | 2015                                     |
| S.J. Earthquakes    | 1     | 2015                                     |
| Celtic              | 1     | 2016                                     |
| Leicester City      | 1     | 2016                                     |
| Melbourne Victory   | 1     | 2016                                     |
| Guadalajara         | 1     | 2019                                     |

## Loghi

Logo dell'International Champions Cup usato dal 2015 al 2016.